# Cerkiew Zesłania Ducha Świętego w Wysocku Niżnym
Cerkiew Zesłania Ducha Świętego w Wysocku Niżnym – zabytkowa cerkiew w Wysocku Niżnym w rejonie turczańskim w obwodzie lwowskim. Jej ściany są koloru jasnoszarego, zaś elementy zadaszenia wykonane z niemalowanej blachy. Tuż obok cerkwi znajduje się cmentarz.